# Cerastium sylvaticum
Cerastium sylvaticum là loài thực vật có hoa thuộc họ Cẩm chướng. Loài này được Waldst. & Kit. mô tả khoa học đầu tiên năm 1801.